# Communauté d'agglomération Chartres Métropole
Chartres Métropole est une communauté d'agglomération française, située dans le département d'Eure-et-Loir et la région Centre-Val de Loire.
Malgré son nom, cette structure intercommunale ne constitue pas une métropole au sens de la réforme des collectivités territoriales françaises et de l'acte III de la décentralisation.

## Historique

### Premières coopérations
- 7 mai 1948 : création du Syndicat Intercommunal d'Assainissement de l'Agglomération Chartraine [S.I.A.A.C.), composé des communes de Chartres, Lèves, Lucé et Mainvilliers, ayant pour compétences l'assainissement. Le 8 juin 1955, rattachement de Luisant et le 28 mai 1962, du Coudray ;
- 24 juillet 1967 : transformation du S.I.A.A.C. en Syndicat Intercommunal de l'Agglomération Chartraine (S.I.A.C.) avec pour nouvelles compétences le service des eaux et le traitement des ordures ménagères. Le 13 décembre 1967, rattachement de Champhol ;
- 1er janvier 1993 : transformation du S.I.A.C. en District de Chartres (7 communes).

### La communauté d'agglomération
- 1er décembre 2000 : transformation du District de Chartres en communauté d'agglomération CHartrainne (COMACH) ;
- 20 février 2004 : adoption du nom Chartres Métropole.

- 1er janvier 2011 : création de la nouvelle communauté d'agglomération Chartres Métropole (32 communes) par la fusion de la communauté de communes de l'Orée de Chartres, de la communauté de communes du Val de l'Eure et de l'ancienne Chartres Métropole ;
- 1er janvier 2012 : adhésion de huit communes : Barjouville, Dangers, Francourville, Mittainvilliers, Saint-Aubin-des-Bois, Thivars, Vérigny et Voise ;
- 1er mars 2012 : adhésion de deux nouvelles communes : Chauffours et Ollé.

- 1er janvier 2013 : fusion avec la communauté de communes du Bois-Gueslin composée des communes de La Bourdinière-Saint-Loup, Dammarie, Fresnay-le-Comte, Mignières et de Ver-lès-Chartres. Le 1er janvier 2016, les communes de Mittainvilliers et Vérigny fusionnent pour créer la commune nouvelle de Mittainvilliers-Vérigny. La communauté d'agglomération compte alors 46 communes ;

- 1er janvier 2018 : adhésion de 20 communes[1],[2].

## Territoire communautaire

### Géographie
Située au centre-est du département d'Eure-et-Loir, la communauté d'agglomération Chartres métropole regroupe 66 communes et présente une superficie de 858,3 km2.

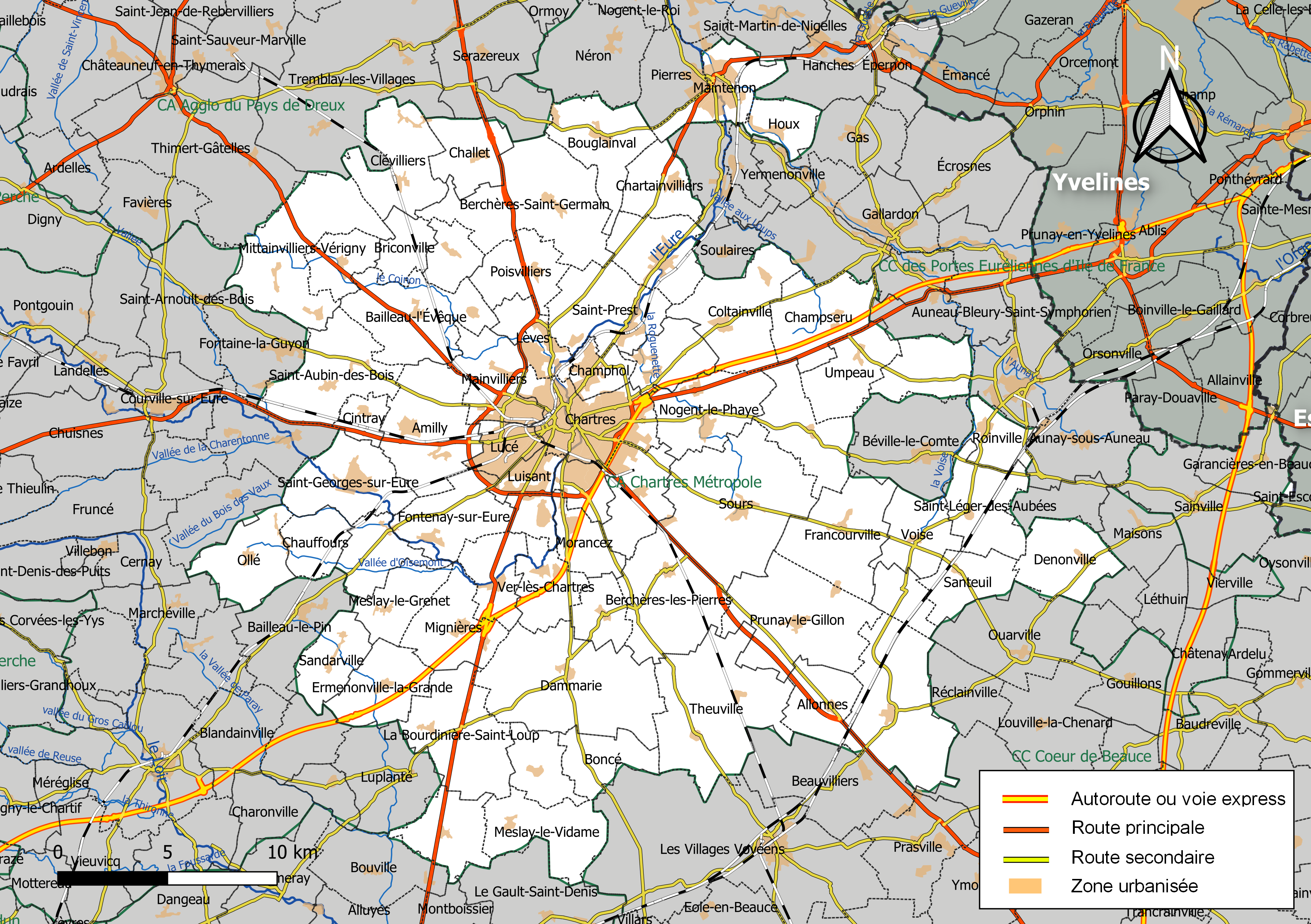
Carte de la communauté d'agglomération Chartres métropole au 1er janvier 2019.

### Composition
La communauté d'agglomération est composée des 66 communes suivantes :

| Nom                       | Code Insee | Gentilé                  | Superficie (km2) | Population (dernière pop. légale) | Densité (hab./km2) |
| ------------------------- | ---------- | ------------------------ | ---------------- | --------------------------------- | ------------------ |
| Chartres (siège)          | 28085      | Chartrains               | 16,85            | 37 990 (2022)                     | 2 255              |
| Allonnes                  | 28004      | Allonnais                | 10,25            | 319 (2022)                        | 31                 |
| Amilly                    | 28006      | Amillois                 | 20,01            | 1 823 (2022)                      | 91                 |
| Bailleau-l'Évêque         | 28022      | Baillotais               | 19,68            | 1 190 (2022)                      | 60                 |
| Barjouville               | 28024      | Barjouvillois            | 4,1              | 1 755 (2022)                      | 428                |
| Berchères-les-Pierres     | 28035      | Bercherois               | 19,83            | 1 000 (2022)                      | 50                 |
| Berchères-Saint-Germain   | 28034      |                          | 27,67            | 898 (2022)                        | 32                 |
| Boisville-la-Saint-Père   | 28047      | Boisvillois              | 24,92            | 721 (2022)                        | 29                 |
| Boncé                     | 28049      | Boncéens                 | 8,76             | 223 (2022)                        | 25                 |
| Bouglainval               | 28052      | Valbourgeois             | 14,2             | 737 (2022)                        | 52                 |
| La Bourdinière-Saint-Loup | 28048      |                          | 20,16            | 751 (2022)                        | 37                 |
| Briconville               | 28060      | Briconvillois            | 6,26             | 268 (2022)                        | 43                 |
| Challet                   | 28068      | Calétusiens              | 10,17            | 432 (2022)                        | 42                 |
| Champhol                  | 28070      | Campholois               | 5,37             | 3 674 (2022)                      | 684                |
| Champseru                 | 28073      | Camposérusiens           | 14,99            | 347 (2022)                        | 23                 |
| Chartainvilliers          | 28084      | Carnutes                 | 9,07             | 665 (2022)                        | 73                 |
| Chauffours                | 28095      |                          | 7,5              | 290 (2022)                        | 39                 |
| Cintray                   | 28100      |                          | 4                | 470 (2022)                        | 118                |
| Clévilliers               | 28102      | Clévillois               | 15,78            | 753 (2022)                        | 48                 |
| Coltainville              | 28104      | Coltainvillois           | 18,02            | 904 (2022)                        | 50                 |
| Corancez                  | 28107      | Corancéens               | 6,8              | 361 (2022)                        | 53                 |
| Le Coudray                | 28110      | Coudrions                | 5,52             | 4 063 (2022)                      | 736                |
| Dammarie                  | 28122      | Dammarois                | 32,37            | 1 500 (2022)                      | 46                 |
| Dangers                   | 28128      | Dangeois                 | 7,39             | 433 (2022)                        | 59                 |
| Denonville                | 28129      | Denonvillois             | 12,82            | 773 (2022)                        | 60                 |
| Ermenonville-la-Grande    | 28141      |                          | 12,07            | 315 (2022)                        | 26                 |
| Fontenay-sur-Eure         | 28158      | Fontenaisiens            | 13,8             | 1 180 (2022)                      | 86                 |
| Francourville             | 28160      | Francourvillois          | 18,46            | 930 (2022)                        | 50                 |
| Fresnay-le-Comte          | 28162      |                          | 8,25             | 286 (2022)                        | 35                 |
| Fresnay-le-Gilmert        | 28163      | Fractinétaires           | 6,03             | 223 (2022)                        | 37                 |
| Gasville-Oisème           | 28173      | Gasvillois               | 9,09             | 1 474 (2022)                      | 162                |
| Gellainville              | 28177      | Gellainvillois           | 12,01            | 763 (2022)                        | 64                 |
| Houville-la-Branche       | 28194      | Houvillois               | 13,88            | 414 (2022)                        | 30                 |
| Houx                      | 28195      | Houssois                 | 6,24             | 750 (2022)                        | 120                |
| Jouy                      | 28201      | Joviciens                | 12,89            | 1 989 (2022)                      | 154                |
| Lèves                     | 28209      | Lévois                   | 7,51             | 5 701 (2022)                      | 759                |
| Lucé                      | 28218      | Lucéens                  | 6,06             | 15 658 (2022)                     | 2 584              |
| Luisant                   | 28220      | Luisantais               | 4,43             | 6 818 (2022)                      | 1 539              |
| Maintenon                 | 28227      | Maintenonnais            | 11,44            | 4 532 (2022)                      | 396                |
| Mainvilliers              | 28229      | Mainvillois              | 11,92            | 10 950 (2022)                     | 919                |
| Meslay-le-Grenet          | 28245      | Mesliens                 | 8,94             | 376 (2022)                        | 42                 |
| Meslay-le-Vidame          | 28246      | Meslaysiens              | 14,67            | 516 (2022)                        | 35                 |
| Mignières                 | 28253      | Migniérois               | 13,04            | 1 157 (2022)                      | 89                 |
| Mittainvilliers-Vérigny   | 28254      |                          | 24,76            | 800 (2022)                        | 32                 |
| Moinville-la-Jeulin       | 28255      | Moinvilliens-Jeulinistes | 6,05             | 160 (2022)                        | 26                 |
| Morancez                  | 28269      | Morancéens               | 7,13             | 1 927 (2022)                      | 270                |
| Nogent-le-Phaye           | 28278      |                          | 15,01            | 1 463 (2022)                      | 97                 |
| Nogent-sur-Eure           | 28281      | Nogentais                | 9,22             | 502 (2022)                        | 54                 |
| Oinville-sous-Auneau      | 28285      |                          | 10,38            | 326 (2022)                        | 31                 |
| Ollé                      | 28286      | Ollésiens                | 13,12            | 626 (2022)                        | 48                 |
| Poisvilliers              | 28301      | Poisvillois              | 10,57            | 460 (2022)                        | 44                 |
| Prunay-le-Gillon          | 28309      | Prunay-Gilloniens        | 25,36            | 1 155 (2022)                      | 46                 |
| Roinville                 | 28317      | Roinvillois              | 6,83             | 582 (2022)                        | 85                 |
| Saint-Aubin-des-Bois      | 28325      | Saint-Aubinois           | 18,09            | 1 127 (2022)                      | 62                 |
| Saint-Georges-sur-Eure    | 28337      | Saint-Georgeois          | 15,43            | 2 728 (2022)                      | 177                |
| Saint-Léger-des-Aubées    | 28344      | Albériens                | 13,18            | 257 (2022)                        | 19                 |
| Saint-Prest               | 28358      | Saint-Prestois           | 16,71            | 2 119 (2022)                      | 127                |
| Sandarville               | 28365      | Sandarvillois            | 9,51             | 419 (2022)                        | 44                 |
| Santeuil                  | 28366      |                          | 9,24             | 324 (2022)                        | 35                 |
| Sours                     | 28380      | Souriots                 | 33,15            | 1 964 (2022)                      | 59                 |
| Theuville                 | 28383      |                          | 29,86            | 728 (2022)                        | 24                 |
| Thivars                   | 28388      | Thivariens               | 9,22             | 1 099 (2022)                      | 119                |
| Umpeau                    | 28397      | Unipéliens               | 11,49            | 403 (2022)                        | 35                 |
| Ver-lès-Chartres          | 28403      | Vernois                  | 9,46             | 776 (2022)                        | 82                 |
| Vitray-en-Beauce          | 28419      | Vitrayens                | 10,92            | 353 (2022)                        | 32                 |
| Voise                     | 28421      | Voisiens                 | 10,39            | 251 (2022)                        | 24                 |

### Démographie
| 1968   | 1975    | 1982    | 1990    | 1999    | 2010    | 2015    | 2021    |
| ------ | ------- | ------- | ------- | ------- | ------- | ------- | ------- |
| 84 756 | 100 596 | 111 367 | 125 156 | 129 883 | 133 682 | 136 373 | 136 831 |

## Administration

### Siège
La communauté d'agglomération a son siège en l'hôtel-de-ville de Chartres.

### Élus
La communauté d'agglomération est administrée par son conseil communautaire composé de 112 membres représentant chacune des communes membres et élus pour une durée de six ans.
Ils sont répartis comme suit :
| Nombre de conseillers | Communes                        |
| --------------------- | ------------------------------- |
| 24                    | Chartres                        |
| 10                    | Lucé                            |
| 7                     | Mainvilliers                    |
| 4                     | Luisant                         |
| 3                     | Lèves                           |
| 2                     | Champhol, Le Coudray, Maintenon |
| 1 (+1 suppléant)      | les 58 autres communes          |

À la suite des élections municipales de 2020 en Eure-et-Loir, le conseil communautaire a réélu Jean-Pierre Gorges, maire de Chartres, comme président et 15 vice-présidents.

### Liste des présidents
| Période                                  | Période                       | Identité           | Étiquette | Qualité                                                                                    |
| ---------------------------------------- | ----------------------------- | ------------------ | --------- | ------------------------------------------------------------------------------------------ |
| Les données manquantes sont à compléter. |                               |                    |           |                                                                                            |
| 2001                                     | En cours (au 16 juillet 2020) | Jean-Pierre Gorges | LR        | Maire de Chartres (2001 → ) Député d'Eure-et-Loir (1re circ.) (2002 → 2007 et 2008 → 2017) |

### Compétences
La communauté d'agglomération exerce les compétences qui lui ont été transférées par les communes membres, dans les conditions déterminées par le Code général des collectivités territoriales. Il s'agit :
- Aménagement de l'espace
- Développement et aménagement économique
- Développement et aménagement social et culturel
- Énergie
- Environnement, entretien de la rivière
- Logement et habitat
- Politique de la ville
- Eau et assainissement
- Déchets
- Transports urbains (réseau Filibus).
- Office du Tourisme
- Archéologie

### Régime fiscal et budget
Le régime fiscal de la communauté d'agglomération est la fiscalité professionnelle unique (FPU).

### Identité visuelle

Ancien logotype de Chartres Métropole (2004 à 2018)
Logotype actuel de Chartres Métropole (depuis 2018)